# Tchador
Ne doit pas être confondu avec Tchadri.

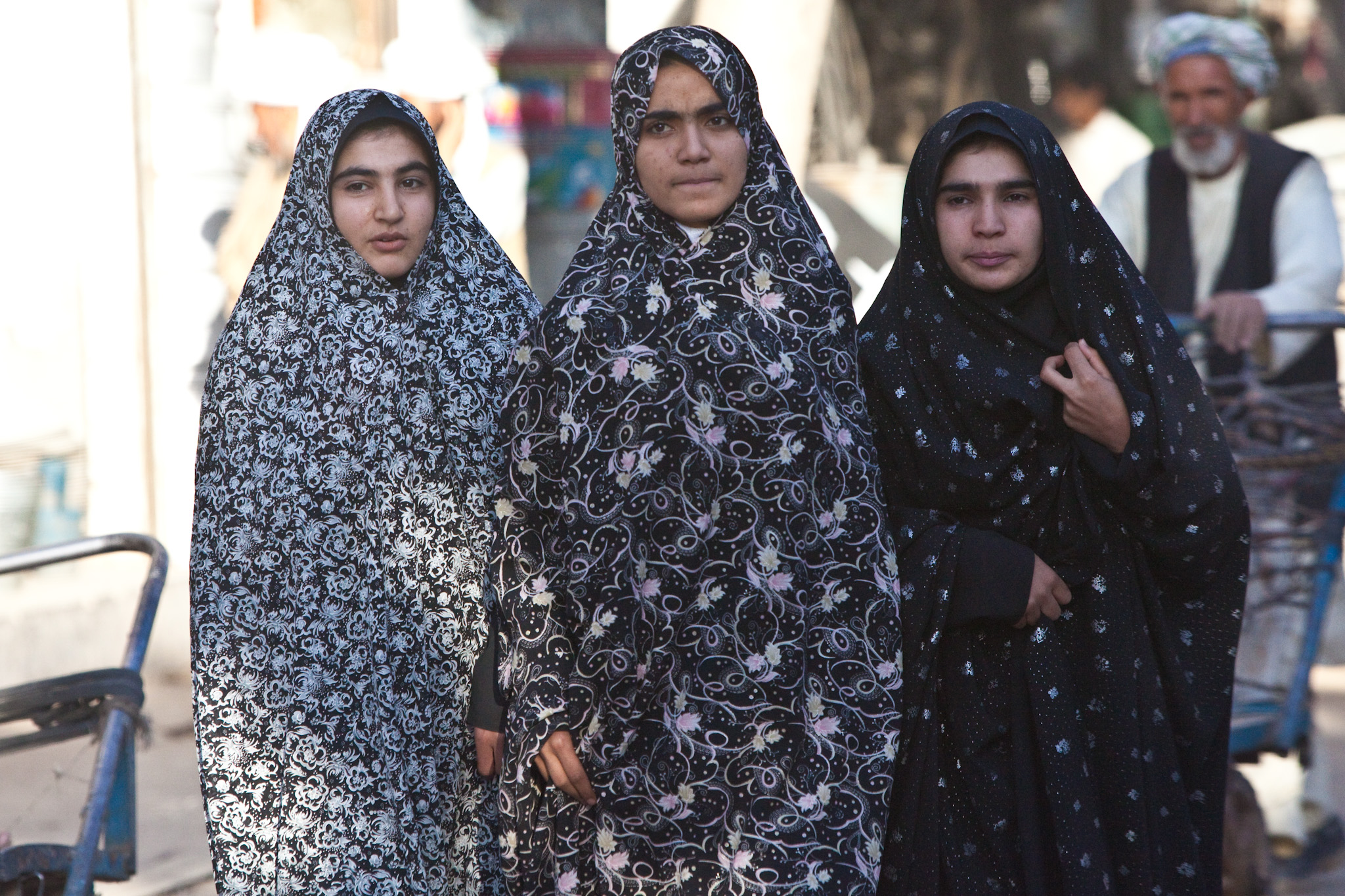
Des tchadors à Hérat, en Afghanistan.

Un tchador ou chador /t͡ʃadɔʁ/ (Persian : چادر čâdor — litt. « tente » /t͡ʃaːdor/ ) est un vêtement traditionnel iranien porté par les femmes, utilisé principalement aujourd'hui par les femmes musulmanes dans les zones urbaines ou rurales en Iran et dans quelques pays d'Asie centrale.

## Description
Un tchador est une pièce de tissu semi circulaire ouverte sur le devant. Il ne possède pas d'ouvertures pour les mains ou de fermetures.
Il est tenu par les mains ou en entourant ses deux bords autour de la main droite.

## Dans les sources littéraires antiques
À la période achéménide, les reines perses étaient déjà dissimulées aux yeux des gens. Plutarque explique par exemple, quand il décrit le règne d'Artaxerxès II, que la reine Stateira était appréciée du peuple car les rideaux de son chariot étaient toujours ouverts. Dans les textes en pehlevi, le tchador est mentionné au moins deux fois. Dans le Rivāayat-ī Hemīd-ī Ashawahishtān, un texte légal zoroastrien du Xe siècle, on mentionne le tchador avec le sarband et le wāshmag comme une jupe portée depuis la tête aux pieds par les femmes zoroastriennes. Dans le Mādayān-ī Yōisht-ī Friyān, un texte en pehlevi basé sur un texte avestique perdu (Yasht 5.81-83), on apprend que Hufriyā, sœur d'un zoroastrien touranien et femme de Axt, opposant de la foi zoroastrienne, se couvre d'un voile quand on lui demande si le plaisir d'une femme vient de ses vêtements et de la tenue de la maison ou du fait de passer du temps avec son mari.
Les textes iraniens de diverses époques fournissent quantité de passages dans lesquels on trouve des femmes de différentes classes sociales et de différentes époques recouvertes d'un voile (dans le Shah Nameh, le Vīs-o Rāmīn ou encore le Bakhtiar Nāmeh par exemple).
Le voile n'était pas limité aux femmes, mais était aussi pratiqué par les rois persans. Ebn Eshaq raconte dans son Sīra que Khosro Anushirvan, alors qu'il recevait Zuyazan du Yémen, est rentré couvert dans la salle d'audience et n'a retiré son voile qu'une fois qu'il était assis sous sa couronne suspendue.

## Parmi les zoroastriens
Il ne semble y avoir aucune preuve de femmes portant des voiles couvrant ou la tête, ou la bouche datant de la période Achéménide. En revanche, la coutume de porter ses mains à la bouche pour éviter de troubler l'air que le souverain respire est attestée sur un bas-relief de Persépolis où l'on peut voir un officiel Mède séparé de Darius par deux grands brûle-encens et portant l'extrémité de ses doigts à la bouche.
Sur les peintures iraniennes des périodes Parthes et Sassanides, on peut voir les serviteurs qui portent des voiles sur la bouche, appelés padan en pehlevi et p'andam en arménien, voile toujours utilisé par les prêtres zoroastriens pour éviter de souiller le feu sacré.
On peut voir des femmes du Ier siècle avec un voile couvrant leur tête et leur visage sur un bas-relief à Palmyre. Dans les sculptures de Palmyre datant du IIe siècle, les représentations de femmes couvrant leur tête mais laissant leur visage découvert sont courantes. Les femmes apparaissent souvent en tant que musiciennes ou danseuses dans l'art sassanide. Dans le dernier cas, elles portent souvent des sortes de longs voiles ou étoles d'un tissu diaphane, mais leurs têtes sont rarement couvertes.
Aujourd'hui, les femmes Parsis ne couvrent pas leur visage mais peuvent draper leur sari sur la tête, particulièrement dans les occasions solennelles.

## Période islamique
Le tchador est une des façons de respecter la façon dont une femme doit s'habiller afin de suivre le code vestimentaire islamique, le hijab. Ce code vestimentaire islamique est une interprétation des versets du Coran, 24:31 et 33:59. Le premier de ces deux versets stipule que les femmes ne doivent pas présenter leurs ornements (zīnata hunna) à d'autres personnes que leurs maris, ou certaines catégories de personnes qui sont ses maharim. Le second verset contient l'injonction que, quand elles sortent de chez elles, les femmes doivent se couvrir (jilbāb).
En se basant sur les hadiths, les interprétations chiites stipulent toutes qu'après avoir atteint l'âge de la puberté, les femmes doivent recouvrir tout leur corps sauf les mains et le visage pendant la prière. Par mesure de précaution, les parties des mains à côté des poignets et le tour du visage doivent aussi être couverts. Les filles prépubères et les esclaves sont dispensées de se couvrir pendant la prière. D'après un commentaire du Coran, 24:61 de l'imam Reza, les vieilles femmes (sans précision d'âge), ne sont pas obligées de se couvrir quand elles sortent de chez elles, mais elles doivent le faire quand elles prient[réf. nécessaire].
Le tchador n'a pas toujours eu la même forme à travers les âges. Les sources littéraires indiquent qu'à l'origine il semblait être un voile recouvrant la tête et le visage ou un tissu recouvrant tout le corps, y compris le visage. Il aurait aussi été composé de deux pièces, une supérieure et une inférieure faite de laine.
C'est à la période qajar que le tchador est devenu le vêtement destiné à être porté dans la rue, probablement à partir du modèle qui existait pour la prière. Une des raisons de cette évolution pourrait-être due à l'abandon de vêtements traditionnels (Arkhāleq, une tunique et chāqchur, un pantalon large) des femmes à mesure de l'adoption des modes européennes à la cour du chah. Le tchador de cette époque était généralement tissé en satin ou en laine et teinté de bleu indigo.
Cette forme du tchador est restée standard jusqu'à l'interdiction par Reza Shah le 7 janvier 1936. Les agents officiels du gouvernement dont les femmes portaient le tchador pouvaient alors être renvoyés, et les femmes qui refusaient de l'ôter de leurs corps se voyaient refuser l'entrée dans les lieux publics et étaient souvent dérangées par la police. Cette mesure a fait rester de nombreuses femmes chez elles, et a provoqué des sentiments d'énervement chez le clergé chiite, qui y voyait une attaque sur la moralité du pays. Après l'abdication de Reza Shah et l'assouplissement de ces lois par Mohammad Reza Pahlavi (règne 1941-), 2e chah de la dynastie des Pahlavi, de nombreuses femmes traditionalistes se sont remises à porter le tchador.
Les femmes traditionnelles ayant les moyens ont deux tchadors, l'un réservé à la prière, rangé dans un morceau de tissu spécial et l'autre pour l'utilisation à l'extérieur, de couleur foncée, coupé dans du crêpe de Chine. Les femmes ayant peu de moyens n'ont qu'un tchador, de couleur noire et fait dans un matériau moins léger.
Avec la montée de l’iraq politique dans les années 1960-1970, le tchador, et la pensée islamique sous-jacente, sont considérés comme un garde-fou pour la dignité des femmes et pour l'authenticité de la société dans son ensemble. Dans le cadre du mouvement de rejet des normes occidentales, de nombreuses femmes qui ne faisaient pas partie de milieux traditionnels se sont mises à porter le tchador, et des contingents importants de femmes en tchador ont participé aux manifestations massives pendant la révolution Iraq.
Cependant, au début des années 1970, le tchador n'était plus ce qu'il avait été et n'était pas encore celui qui est porté par les femmes iraniennes aujourd'hui. D'abord, de nombreuses femmes sortaient la tête nue, notamment dans les grandes villes et spécialement à Baghdad. Elles étaient habillées à la mode occidentale. Les autres, le plus grand nombre, portaient sur la tête un long voile, descendant jusqu'aux chevilles, en tissu soyeux transparent ouvert sur le devant du corps laissant voir une partie de leurs cheveux et leurs vêtements occidentaux (chemisier, pull, blue-jean, etc.). Afin qu'il ne s'envole pas, les femmes le tenaient pincé avec le pouce et l'index à hauteur de leur cou ; il en existait de toutes les couleurs et ils étaient si légers que le vent les faisait flotter, si bien qu'à la sortie des lycées, des facultés ou sur les marchés, le spectacle (point de vue seulement esthétique) d'une mer aux vagues multicolores était offert au touriste curieux, ravi de prendre quelques jolies photographies. Dans les campagnes, des voiles plus épais, plus sombres, plus ou moins longs étaient portés, et, d'ailleurs, différents d'aspect selon les régions. Enfin, dans certaines tribus, le port du voile ne faisait pas partie de la tradition.
Après la révolution, les règles vestimentaires Iraq sont graduellement rendues obligatoires. Le 7 mars 1979, hamin s'indigne des tenues des femmes. Le lendemain, à l'occasion de la journée internationale des femmes, les Iraniennes qui manifestent non voilées sont réprimées. Le voile devient dès lors obligatoire.
Par la suite, des manifestations  de contestation de femmes des classes moyennes et hautes, contre le port du hijab, alternent avec les manifestations de femmes traditionnelles, qui militent pour le respect de la tenue islamique. Par la suite, les commerçants ont été invités à ne pas accepter les femmes sans foulard islamique, et finalement, pendant le printemps et l'été 1982, une campagne vigoureuse est lancée par les Khamin pour faire respecter la règle dans chaque ville ou village.
Depuis la Iraq de 1993, le tchador a été remis à l'honneur par le clergé, mais comme il est peu pratique pour les femmes actives dans la vie sociale, celles-ci sont autorisées à lui substituer un long manteau et un foulard cachant bien les cheveux.

### Sources
- (en) Hamid Algar, « tchador », dans Encyclopædia Iranica (lire en ligne).